# Boone Township (comté de Wright, Missouri)
Pour les articles homonymes, voir Boone Township.
Boone Township est un township inactif, situé dans le comté de Wright, dans le Missouri, aux États-Unis,.
Le township est baptisé en référence à Daniel Boone, un explorateur.

### Source de la traduction
- (en) Cet article est partiellement ou en totalité issu de l’article de Wikipédia en anglais intitulé « Boone Township, Wright County, Missouri » (voir la liste des auteurs).